# Danske mesterskaber i atletik 1900
Danske mesterskaber i atletik 1900 var det syvende Danske mesterskaber i atletik. Kun fem discipliner var med på programmet. Mesterskabet var åben for udenlandske deltagere.
| Disciplin         | Guld                                  | Sølv                                | Bronze                           |
| ----------------- | ------------------------------------- | ----------------------------------- | -------------------------------- |
| 150 meter         | Harald Grønfeldt Freja København 18,2 | Ernst Schultz Københavns FF ?       | Yngvar Bryn Gleipner ?           |
| 1 engelsk mile    | Peter Hansen Odense GF 4:50.0         | C. M. Jacobsen Københavns FF 4:56.0 | Holger Lykkeberg Københavns FF ? |
| 1 dansk mil       | Peter Hansen Odense GF 26:41.10       | ?                                   | ?                                |
| 1 km gang         | Holger Kleist Københavns FF 4:14,2    | ?                                   | ?                                |
| 5 danske mil gang | G.A. Jacobsen Go-on 3:55.17,9         | ?                                   | ?                                |
Kilde: DAF i tal
| Atletik | Spire Denne artikel om atletik er en spire som bør udbygges. Du er velkommen til at hjælpe Wikipedia ved at udvide den. |